# サン＝ローラン＝デュ＝マロニ
サン＝ローラン＝デュ＝マロニ （Saint-Laurent-du-Maroni）は、ギュイヤンヌ・フランセーズ（フランス領ギアナ）のコミューン。県都カイエンヌに次いで人口第2位である。

## 地理

サン＝ローラン＝デュ＝マロニの位置

カイエンヌの西253kmにあるサン＝ローラン＝デュ＝マロニは、マロニ川に面する。マロニ川を挟んで対岸はスリナムの町アルビナであり、フェリーかピローグにて往来ができる。サン＝ローランが大西洋に面していないのは、海路を用いて囚人が脱走することのないよう刑務当局が望んだためである。
サン＝ローランには異なる人種が共存している。先住民カリナ族とロコノ族、ミャオ族、インド人、マルーンを祖先に持つ諸族、ハイチ人、スリナム人、ブラジル人などである。

## 気候
ケッペンの気候区分によって、暑く湿度の高いサン＝ローランは熱帯雨林気候に分類される。季節は1種類しかなく、年に2度降雨量のピークがくる（5月と1月）。空気は暖かく湿潤である。

## 歴史
1858年にできたサン＝ローランは、元はフランス革命時に国外追放された囚人に重労働を課した地だった。そしてそれは1852年から1945年まで続いた。正式にコミューンとなったのは1949年11月9日である。

## 経済
近郊のサン＝モーリスには、サトウキビ畑とラム酒蒸留所があり、『ラ・ベル・カブルッス』（La Belle Cabresse）の名のラム酒が製造される。
また、サン＝ローランは基地の町でもある。ギュイヤンヌ・フランセーズ政府管理下にある連隊はギュイヤンヌ西部やマロニの雇用を生み出している。海兵隊の第9連隊は、ギュイヤンヌ西部の国境地帯にある河川や森林の監視を行っている。